# 알렉산더 해밀턴 미국 세관

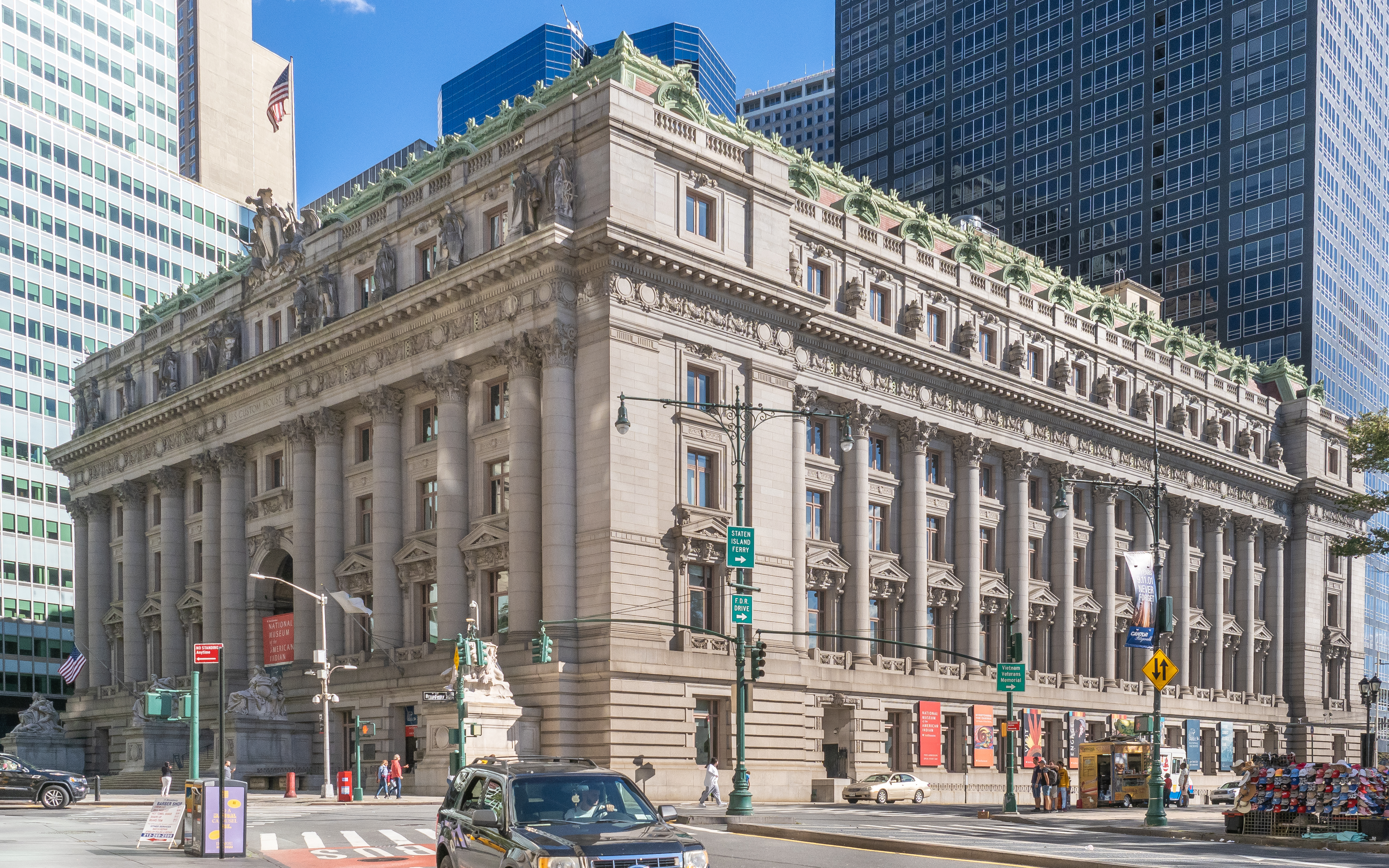

알렉산더 해밀턴 미국 세관(Alexander Hamilton U.S. Custom House, 원래 명칭: 뉴욕 세관, New York Custom House) 또는 알렉산더 해밀턴 미관세청은 미국 뉴욕주 뉴욕시 맨해튼 남쪽 끝자락 볼링 그린 1번지에 위치한 정부 청사이자 박물관, 그리고 과거 세관 건물이다. 캐스 길버트가 보자르 양식으로 설계한 이 건물은 1902년부터 1907년까지 미국 정부에 의해 뉴욕항의 관세 징수 업무를 위한 본부로 건립되었다. 이 건물에는 조지 구스타프 헤이 센터 박물관, 뉴욕 남부 지방 파산 법원, 그리고 미국 국립문서기록관리청 뉴욕 지역 사무소가 있다. 건물의 외관과 내부 일부는 뉴욕시 지정 랜드마크이며, 뉴욕주 사적지 등록부와 국가 사적지 등록부(NRHP)에 국가 사적지로 등재되어 있다. 또한 NRHP에 등재된 월스트리트 역사 지구에도 기여하는 건물이다.
세관 건물은 석조 외관과 정교한 내부 장식을 갖춘 7층 철골 구조이다. 외관은 12명의 예술가가 만든 항해 모티프와 조각으로 장식되어 있다. 2층부터 4층까지는 코린토식 기둥이 있는 열주가 있다. 정문은 대니얼 체스터 프렌치(Daniel Chester French)가 만든 네 개의 조각상과 함께 네 개의 대륙(Four Continents)이 양옆으로 배치된 웅장한 계단으로 이루어져 있다. 2층 입구 현관은 횡단 로비, 로톤다, 그리고 사무실로 이어진다. 로톤다에는 레지널드 마쉬(Reginald Marsh)가 그린 채광창과 천장 벽화가 있다. 미국 원주민 국립 박물관(National Museum of the American Indian)의 분관인 조지 구스타프 헤이 센터(George Gustav Heye Center)는 1층과 2층에 운영되고 있으며, 2층에는 미국 정부 청사가 있다.
이 건물은 1889년 55 월스트리트에 있던 기존 뉴욕 세관을 대체하기 위해 건립되었다. 여러 가지 이견으로 볼링 그린 세관은 1899년이 되어서야 승인을 받았고, 공모전을 통해 길버트(Gilbert)가 건축가로 선정되었다. 건물은 1907년에 개관했으며, 로톤다의 벽화는 1938년 공공사업진흥청(WPA)의 프로젝트로 추가되었다. 미국 세관(US Customs Service)은 1974년에 건물에서 이전했고, 1980년대 후반 개보수 공사가 진행될 때까지 10년 넘게 비어 있었다. 세관은 1990년에 미국 건국의 아버지 중 한 명이자 초대 재무장관이었던 알렉산더 해밀턴을 기리기 위해 개명되었다. 헤이 센터(Heye Center)는 1994년에 개관했다.

## 사진

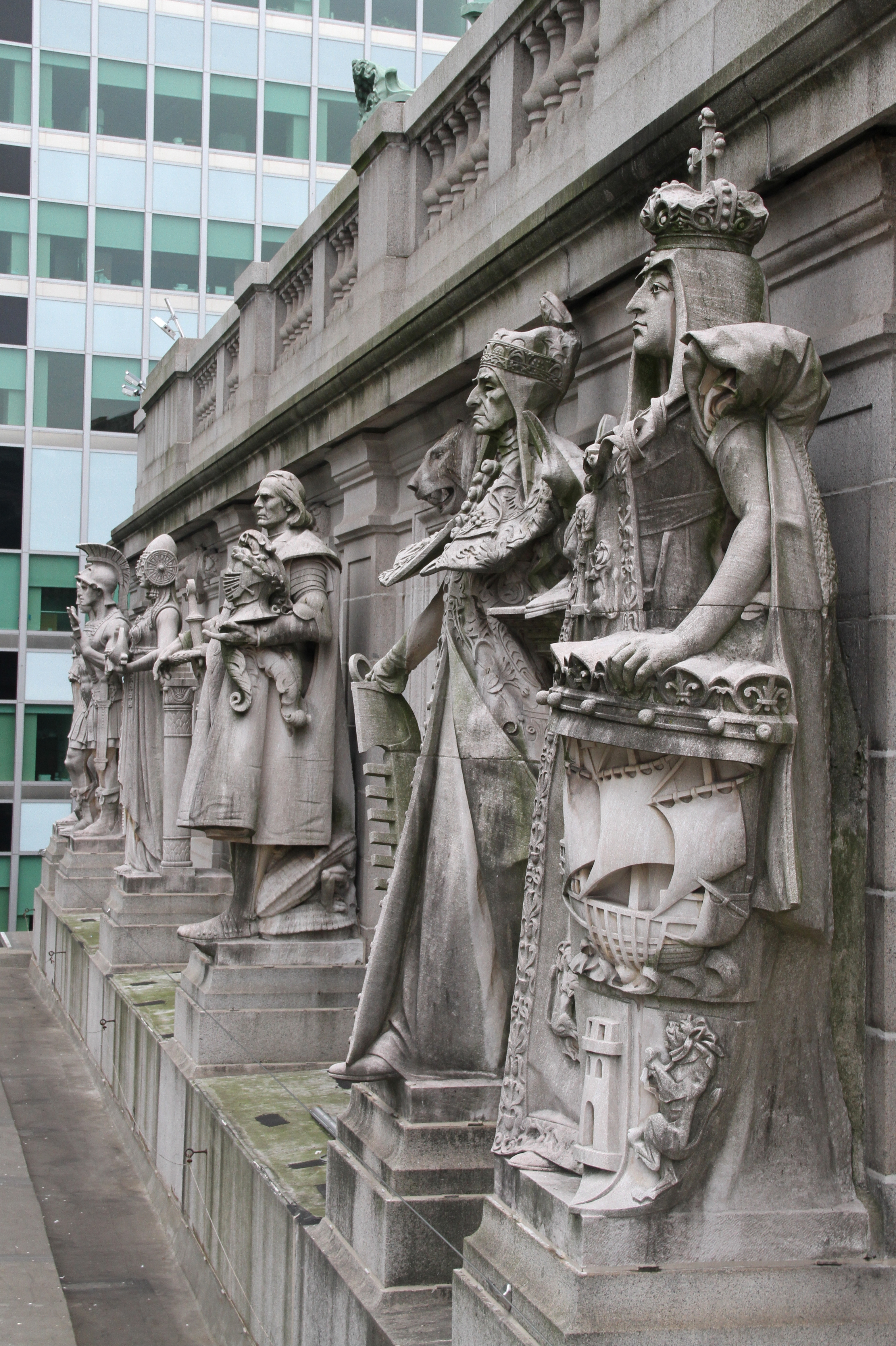
해당 건물의 국가 조각품
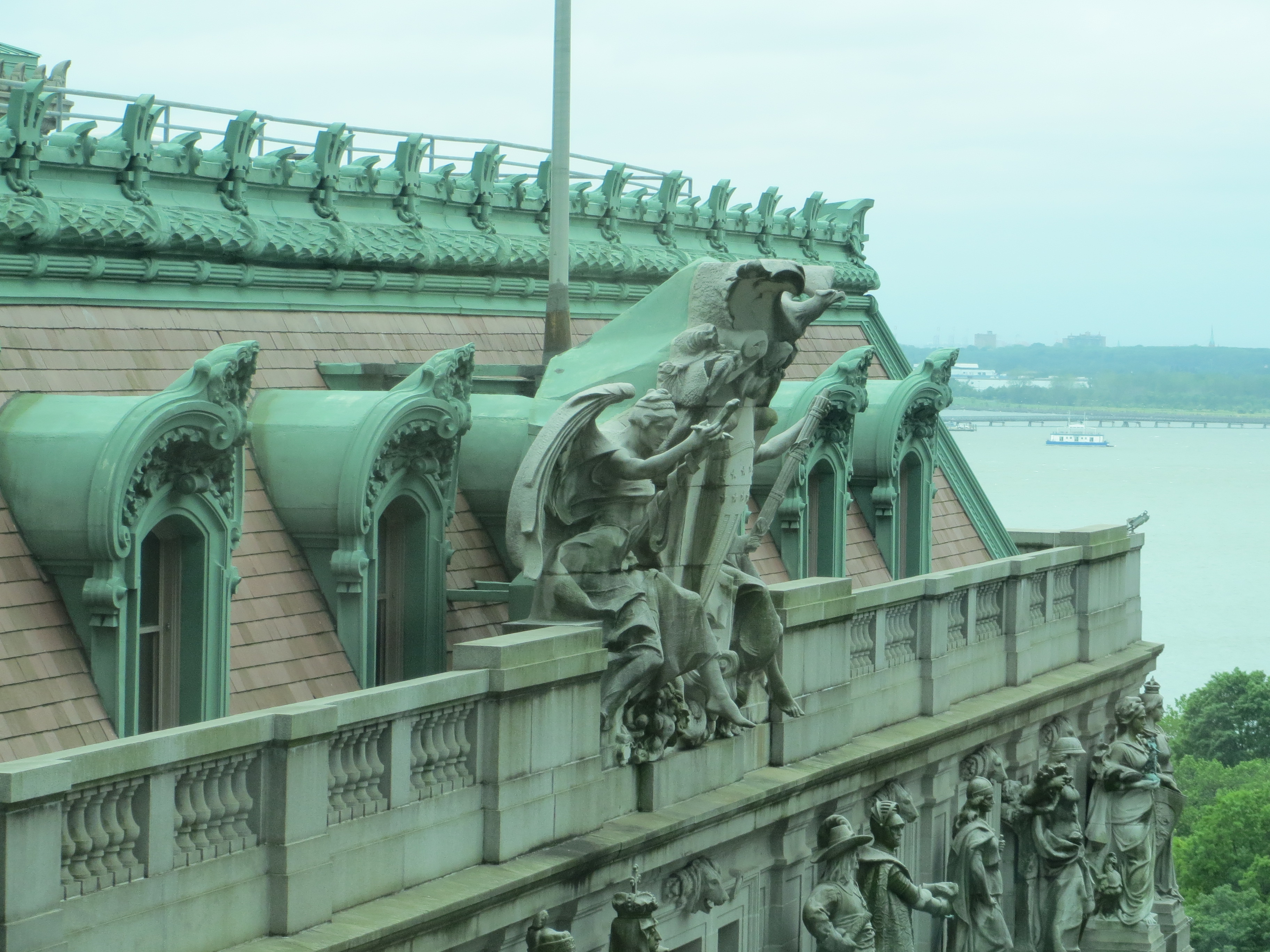
해당 건물의 지붕 장식